# 1986–1987-es magyar férfi vízilabda-bajnokság (másodosztály)
Az 1986–1987-es magyar férfi másodosztályú vízilabda-bajnokságban tíz csapat indult el, a csapatok két kört játszottak.

## OB II/A Tabella
| #   | Csapat                         | M  | Gy | D | V  | G+  | G-  | P  | Megjegyzés     |
| --- | ------------------------------ | -- | -- | - | -- | --- | --- | -- | -------------- |
| 1.  | Tipográfia TE                  | 18 | 15 | 1 | 2  | 234 | 168 | 31 |                |
| 2.  | Hódmezővásárhelyi VSE          | 18 | 12 | 3 | 3  | 242 | 206 | 27 |                |
| 3.  | Ceglédi VSE                    | 18 | 12 | 1 | 5  | 196 | 169 | 25 |                |
| 4.  | KSI                            | 18 | 11 | 2 | 5  | 253 | 191 | 24 |                |
| 5.  | Egri Vízmű                     | 18 | 9  | 4 | 5  | 182 | 188 | 21 | 1 pont levonva |
| 6.  | MAFC                           | 18 | 7  | 3 | 8  | 173 | 180 | 16 | 1 pont levonva |
| 7.  | Ybl Miklós FSE                 | 18 | 6  | 4 | 8  | 164 | 167 | 15 | 1 pont levonva |
| 8.  | Csatornázási Művek SK          | 18 | 3  | 3 | 12 | 158 | 190 | 9  |                |
| 9.  | Csongrád-Bokros Kossuth TSZ SK | 18 | 2  | 3 | 13 | 169 | 217 | 7  |                |
| 10. | Bánki Donát FSE                | 18 | 1  | 0 | 17 | 137 | 232 | 1  | 1 pont levonva |

* M: Mérkőzés Gy: Győzelem D: Döntetlen V: Vereség G+: Dobott gól G-: Kapott gól P: Pont

## OB II/B
Bajnokság végeredménye: 1. Külker SC; 2.Pécs; 3.Debrecen; 4.MAFC II; 5.Ceglédi VSE II; 6.Siketek SC; 